# 細長東方蝦蛄
細長東方蝦蛄（学名：Quollastria subtilis）为蝦蛄科東方蝦蛄屬下的一个种。